# Yuracaré
Yuracaré (Yurucare, Yurakaré, Yurujure, Yurucari, Enete, Cuchi, Yura).- Bolivijsko sjedilačko pleme lovaca i ratara nastanjeno u šumovitim predjelima između Río Beni i Rio Mamoré na rijekama Chaparé, Chimoré, Sécure, Chipiriri, Ichilo i Isibore (departmani Cochabamba i Beni). Ovi Indijanci opisani su kao visoki ljudi, svijetle puti, gotovo poput Španjolaca i tamnih očiju. Lica su im ovalnog oblika s orlovskim nosom, žene veoma lijepe. 

## Život i običaji
Yuracaré su izvrsni lovci i ratnici i uzgajivači kukuruza i manioke.  Bili su organizirani po obiteljima bez ikakvog oblika uprave, poligamije nije bilo. Djeci su davali potpunu slobodu i nikada ih nisu kažnjavali, ali su ih ponekad ubijali da ih se oslobode. Odijeća Yuracara rađena je od kore drveta, nalik ponču i oslikanim geometrijskim uzorcima. Populacija 3,700 (2005.). 

## Jezik
Yuracaré Jezik član je i jedini predstavnik porodice Yuracarean. Dijalektima mansinyo, oromo i soloto govorile su istoime grupe Mansiño, Soloto i Oromo. Skupinu Oromo istrijebili su Mansiño Indijanci.

## Sela
Sela u kojima žive nalaze se na područjima općina Villa Tunari, Chimoré i Puerto Villarroel u provincijama Chapare, Carrasco i Moxos, to su. viz.: Ibare, Nueva Cotoca, Galilea, La Misión, La Boca, Santa María, Puerto Cochabamba, Nueva Esperanza i druga.

## Populacija
Yuracare populacija iznosila je 1.500 (1800.), da bi 1900. spala na svega 1.000, a u novije vrijeme se povećala na preko 2.500

## Mitologija
Šuma je dom Yuracaré Indijancima. Ona ih hrani pa su i mnogi mitovi vezani uz nju. Svi plodovi do kojih oni dolaze u šumi, zahvaljuju jednom preživjelom čovjeku, koji je izašao iz jame, ispod zemlje, nakon što je jedan zao duh zapalio svu šumu, ljude i životinje. Kada se izvukao van, zao duh se smilovao nad preživjelim i pretvorio se u dobročinitelja. Dade preživjelom šaku sjemenja. Ovaj to zasadi i niknu 'prekrasna šuma'. 

## Vanjske poveznice
- Bolivia: El Pueblo Indígena Yuracaré Bolivia: El Pueblo Indígena Yuracaré;
- YuracareYuracare  Arhivirana inačica izvorne stranice od 12. veljače 2006. (Wayback Machine)